# Dante Bini
Pour les articles homonymes, voir Bini.
Dante Bini (né le 22 avril 1932 à Castelfranco Emilia) est un architecte italien, diplômé de l’université de Florence en 1962.

## Œuvres
Il est surnommé l’« architecte des pyramides » pour ses techniques de construction de dômes en béton à bas prix et écologiques, les « Binishells ». Ce sont des structures en béton – d’autres matériaux peuvent également être utilisés – levées sans grue ni coffrage, avec de l’air, afin de réduire leur empreinte carbone (moins de CO2 produit).
Dante Bini est chargé d'étudier la faisabilité d'un projet de cité pyramidale dite « Try 2004 » (« ville en air ») , pour la ville de Tokyo.
Le fils de Dante Bini, Niccolò, également architecte, a repris et amélioré ce système. Dante Bini a fondé Binistar, sa société de conseil en architecture.

## Galerie photographique

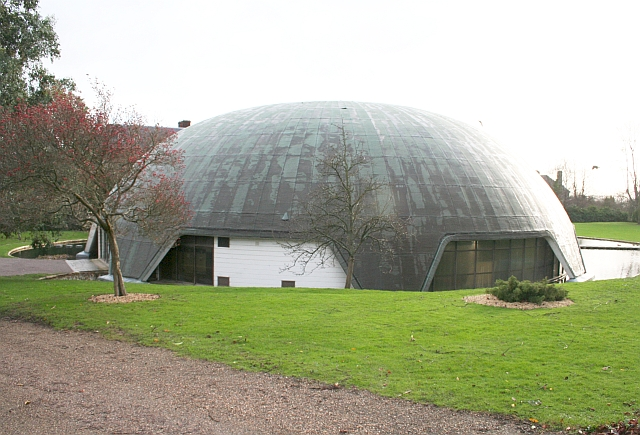
Le dôme d’Ebinbourg
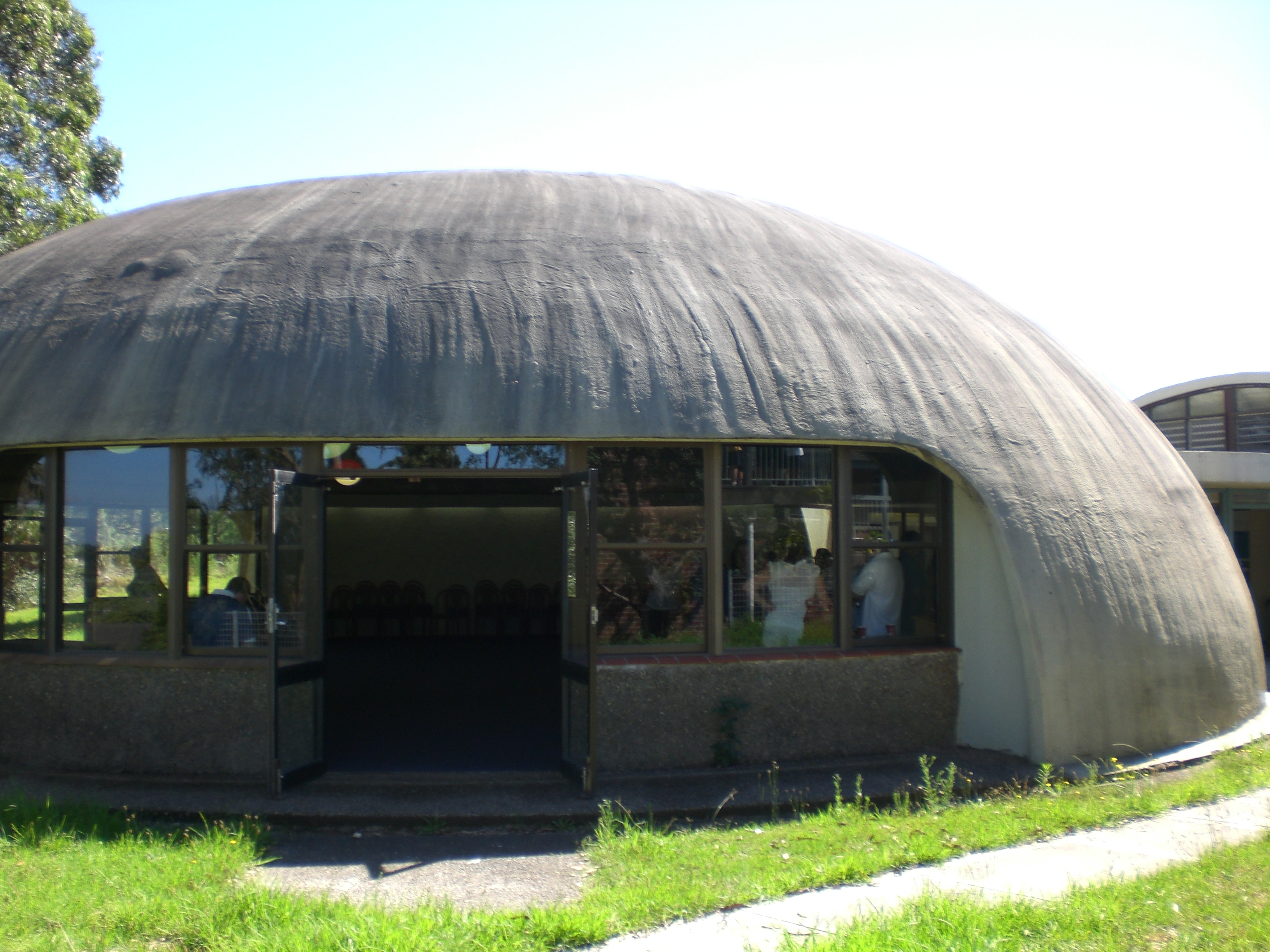
Un Binishell